# Tyska Christinae församling
Tyska Christinae församling är en av de fem icke-territoriella församlingarna inom Svenska kyrkan och tillhör Göteborgs södra kontrakt i Göteborgs stift. Församlingen ligger i Göteborgs kommun i Västra Götalands län och ingår i Domkyrkopastoratet.

## Historik
Församlingen bildades 1623, genom att Gustav II Adolf gav tyskar och holländare sitt tillstånd till att bilda en egen luthersk församling, vilken konstituerades samma år. Första kyrkan köptes in 1624 av räntmästaren Gilius van Eijck för 300 daler silvermynt. Det var samma träkapell som använts i Nya Lödöse till församlingen, vilket samma år skänktes av van Eijck och placerades på den nuvarande kyrkans "platz wid stora Hamnen i Norr". Predikanten Wilhelm Longinus Kleinschmidt från Lübeck kontrakterades som pastor den 13 oktober 1623. Han höll de första gudstjänsterna i holländaren Pieter Janssons (Cuypers?) hörnhus vid Västra- och Södra Hamngatan. Församlingen växte så snabbt att ytterligare en pastor tillsattes 1628. Drottning Kristina utfärdade 1649 sina privilegier för församlingen, varför församling och kyrka namngavs efter henne.
Successivt visade det sig att behovet var stort av att hålla gudstjänsterna även på svenska, varför ett kungligt brev av den 16 oktober 1773 förordnade att församlingens präster därefter skulle predika även på svenska. Sedan dess hade församlingen en tysk och en svensk avdelning med gemensam församlingsstyrelse och kyrkobokföring. Vid stadens indelning i territoriella församlingar år 1883, upplöstes den svenska avdelningen för att uppgå i de respektive territoriella församlingarna. Den ursprungliga Christinae församling blev då kvar som icke territoriell (personell) församling. Ytterligare en Kristine församling bildades genom kungligt brev av den 5 maj 1882. Den var territoriell och bildades av Nordstadens kvarter, med följande omfattning: området väster om Gullbergsån och Mölndalsån från Gullbergsbron till Fattighusån samt norr om Fattighusån och Stora Hamnkanalen till Göta älv. De båda församlingarna med snarlikt namn ålades att gemensamt förvalta de kassor och övriga penningmedel samt andra angelägenheter som hade varit samlade hos den tidigare Christinae församling.
Kristine territoriella församling upphörde 1974 och området ingår sedan dess i Domkyrkoförsamlingen i Göteborg.

### Administrativ historik
Församlingen bildades 1623 genom en utbrytning ur Göteborgs svenska församling (Domkyrkoförsamlingen). 1 maj 1883 utbröts Göteborgs Kristine församling. 
Församlingen utgjorde till 2018 ett eget pastorat, för att därefter ingå i Domkyrkopastoratet.

### Befolkningsutveckling
| Befolkningsutvecklingen i Tyska Christinae församling 1805–1995 | Befolkningsutvecklingen i Tyska Christinae församling 1805–1995 | Befolkningsutvecklingen i Tyska Christinae församling 1805–1995 | Befolkningsutvecklingen i Tyska Christinae församling 1805–1995 | Befolkningsutvecklingen i Tyska Christinae församling 1805–1995 |
| --- | --------------------------------------------------------------- | --------------------------------------------------------------- | --------------------------------------------------------------- | --------------------------------------------------------------- |
| |                                                                 |                                                                 |                                                                 |                                                                 |
| År |                                                                 |                                                                 | Folkmängd                                                       |                                                                 |
| 1805 | 1805                                                            |                                                                 | 2 778                                                           |                                                                 |
| 1810 | 1810                                                            |                                                                 | 3 052                                                           |                                                                 |
| 1820 | 1820                                                            |                                                                 | 4 195                                                           |                                                                 |
| 1830 | 1830                                                            |                                                                 | 5 228                                                           |                                                                 |
| 1840 | 1840                                                            |                                                                 | 5 898                                                           |                                                                 |
| 1850 | 1850                                                            |                                                                 | 6 430                                                           |                                                                 |
| 1860 | 1860                                                            |                                                                 | 405                                                             |                                                                 |
| 1870 | 1870                                                            |                                                                 | 442                                                             |                                                                 |
| 1880 | 1880                                                            |                                                                 | 784                                                             |                                                                 |
| 1890 | 1890                                                            |                                                                 | 787                                                             |                                                                 |
| 1900 | 1900                                                            |                                                                 | 854                                                             |                                                                 |
| 1910 | 1910                                                            |                                                                 | 878                                                             |                                                                 |
| 1920 | 1920                                                            |                                                                 | 709                                                             |                                                                 |
| 1930 | 1930                                                            |                                                                 | 784                                                             |                                                                 |
| 1935 | 1935                                                            |                                                                 | 773                                                             |                                                                 |
| 1940 | 1940                                                            |                                                                 | 696                                                             |                                                                 |
| 1945 | 1945                                                            |                                                                 | 647                                                             |                                                                 |
| 1950 | 1950                                                            |                                                                 | 705                                                             |                                                                 |
| 1955 | 1955                                                            |                                                                 | 1 539                                                           |                                                                 |
| 1960 | 1960                                                            |                                                                 | 1 812                                                           |                                                                 |
| 1965 | 1965                                                            |                                                                 | 1 767                                                           |                                                                 |
| 1970 | 1970                                                            |                                                                 | 1 504                                                           |                                                                 |
| 1975 | 1975                                                            |                                                                 | 1 223                                                           |                                                                 |
| 1980 | 1980                                                            |                                                                 | 1 192                                                           |                                                                 |
| 1985 | 1985                                                            |                                                                 | 1 122                                                           |                                                                 |
| 1990 | 1990                                                            |                                                                 | 1 306                                                           |                                                                 |
| 1995 | 1995                                                            |                                                                 | 1 672                                                           |                                                                 |
| Anm: Svenska avdelningen av församlingen utbruten 1 maj 1883 men de två avdelningarna redovisas separat redan från 1860. 1860-1880 avser därmed den gemensamma församlingens tyska avdelning. För åren 1805-1945: befolkning enligt folkräkning 31 december enligt den administrativa indelningen den 1 januari följande år. 1950 avser befolkning enligt folkräkning den 31 december enligt den administrativa indelningen den 1 januari 1952. För åren 1955-1995: befolkning 31 december enligt den administrativa indelningen den 1 januari följande år. Siffror sedan 2000 saknas. |                                                                 |                                                                 |                                                                 |                                                                 |

## Kyrkor
- Christinae kyrka, även kallad Tyska kyrkan

## Medlemskap
En person har enligt Svenska kyrkans kyrkoordning rätt att tillhöra Tyska Christinae församling om han eller hon tillhör Svenska kyrkan, är folkbokförd i en församling i Göteborgs, Härryda, Kungsbacka, Kungälvs, Mölndals, Partille eller Öckerö kommuner, och dessutom uppfyller något av följande krav:
1. är medborgare i Tyskland,
2. är född i ett tyskspråkigt land,
3. är barn till någon som är född i ett tyskspråkigt land,
4. är make eller barn till någon som tillhör församlingen enligt 1, 2 eller 3, eller
5. är efterlevande make eller barn till någon som tillhört församlingen enligt 1, 2 eller 3.

## Organister
| Ämbetstid | Namn            | Levnadstid | Övrigt    |
| --------- | --------------- | ---------- | --------- |
| 1679-1684 | Christian Geist | 1650-1711  | Organist. |
| 1815-1846 | Georg Günther   | 1786-1853  | Organist  |